# Astronomie solară
Astronomia solară este o ramură a astronomiei stelare care se ocupă cu studiul stelei noastre (Soarele).
- Cronologia descoperirilor în fizica soarelui
- Telescop solar
- Coronograf
- Helioseismologie

## Mărimea Soarelui în comparație cu distanța până la Proxima Centauri
Diametrul Soarelui este de cca. 1.390.000 km. Cea mai apropiată stea, Proxima Centauri, se află la 4,22 ani lumină (3.99 x 1013 km) distanță. Prin urmare, raportul distanță pe diametru este de 28.700.000 : 1, așadar dacă Soarele ar avea doar un centimetru în diametru, Proxima Centauri s-a afla la 287 km distanță.